# Cisiojan

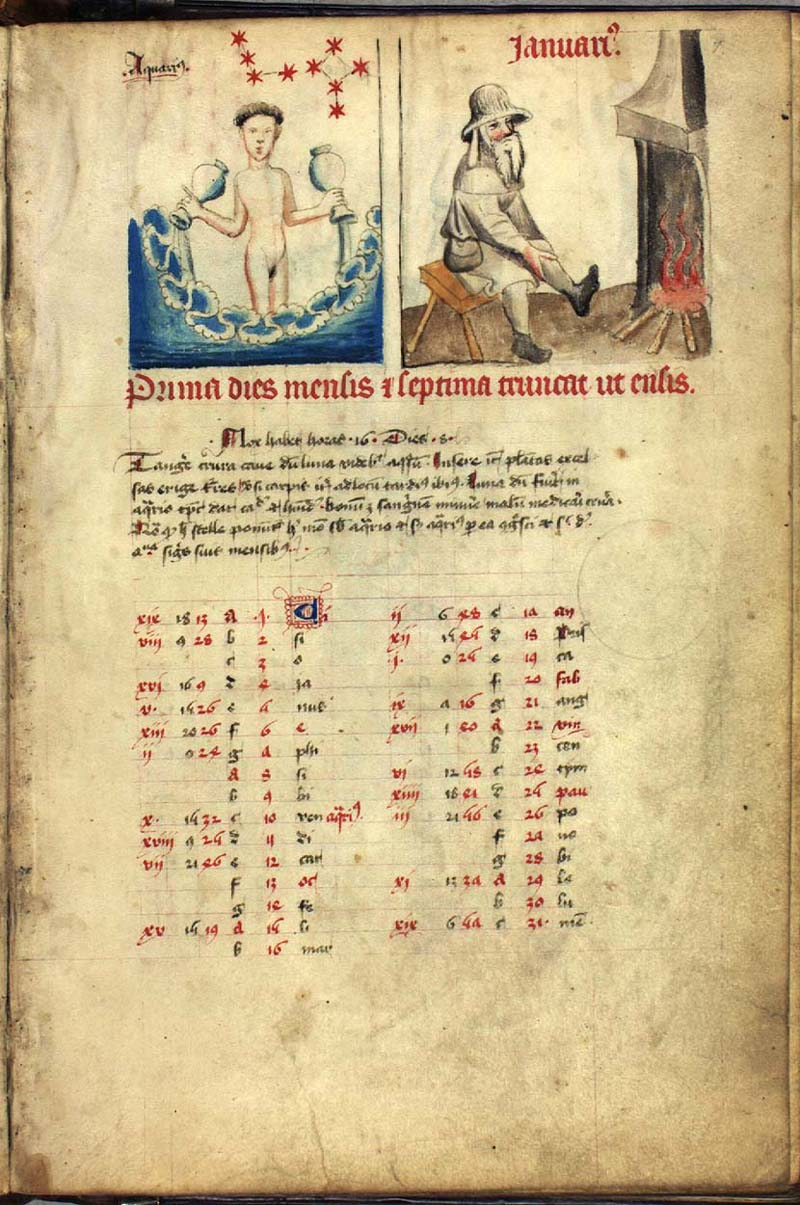
Příklad cisiojanu z manuskriptu Speculum humanae salvationis pro leden

Cisiojan (výslovnost [-zi-]) byla mnemotechnická pomůcka k zapamatování nepohyblivých svátků v křesťanském kalendáři používaná ve středověku. V Čechách byl používaný od 13. století až do 17. století. Cisiojány měly formu obvykle sylabických dvojveršových básniček pro každý měsíc roku a jednotlivá slova cisiojanu začínala na počáteční slabiky názvů hlavních nepohyblivých svátků křesťanského roku.
Cisiojany se užívaly v datovacích formulích k označení dne v roce. Bývalo uvedeno vždy několik slabik za sebou (aby se předešlo nejednoznačnosti). Datum se vztahovalo ke dni označovanému první slabikou.
Nejstarší dochovaný cisiojan (psaný ještě v latině) pochází z roku 1246 a vznikl na základě dřívějšího nedochovaného kalendáře olomouckého kostela.
Nejstarší dochovaný český cisiojan pochází z roku 1260. Kromě českých a latinských jsou dochovány ještě cisiojány německé.
Na kalendářní desce staroměstského orloje je vepsán staročeský cisiojan.
Název pochází ze zkráceného označení 1. ledna (Circumcisio – Obřezání Páně, januarius – leden).

## Cisioján staroměstského orloje

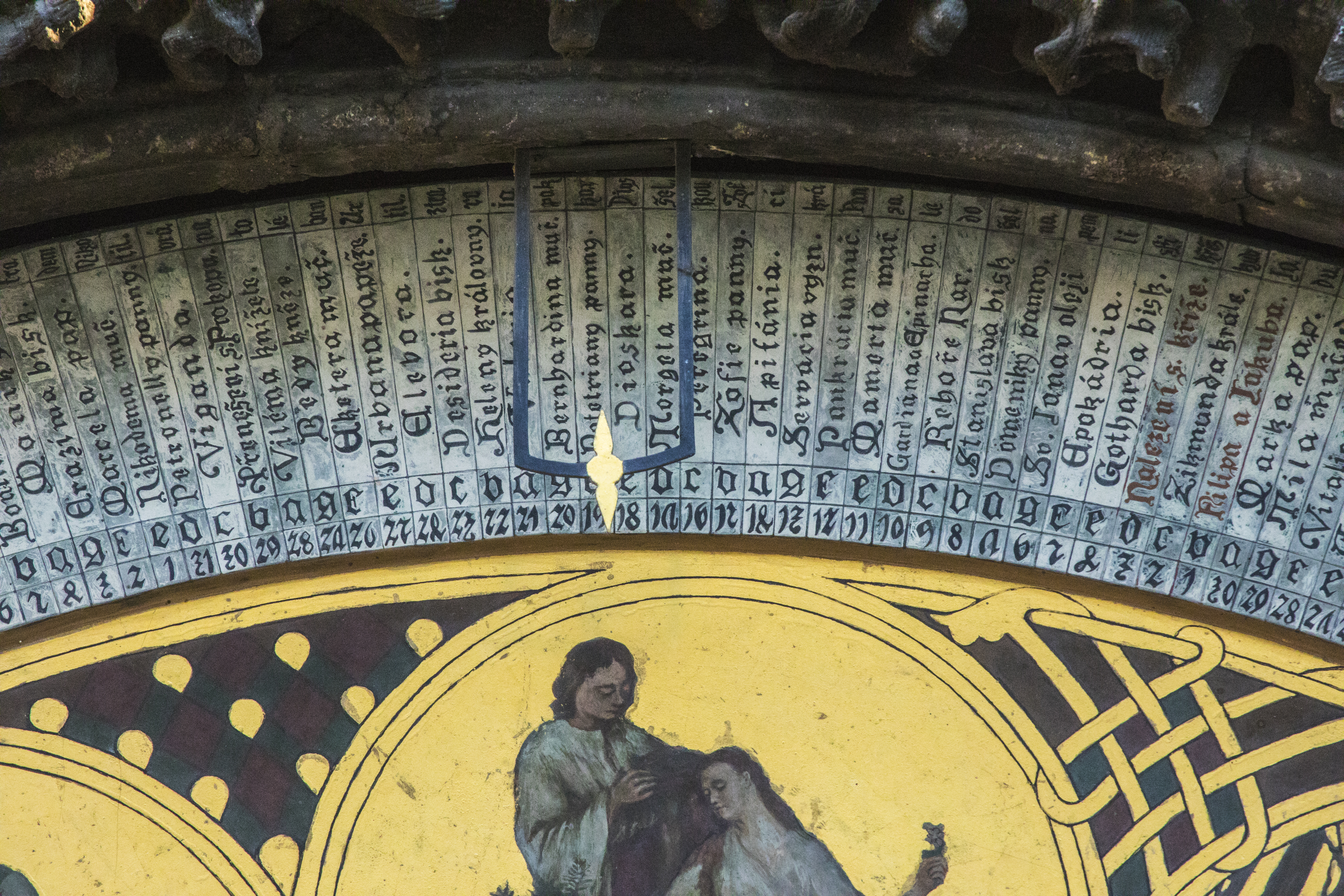
Detail kalendářního kola staroměstského orloje. Květnová strofa cisiojánu je zcela na okraji.

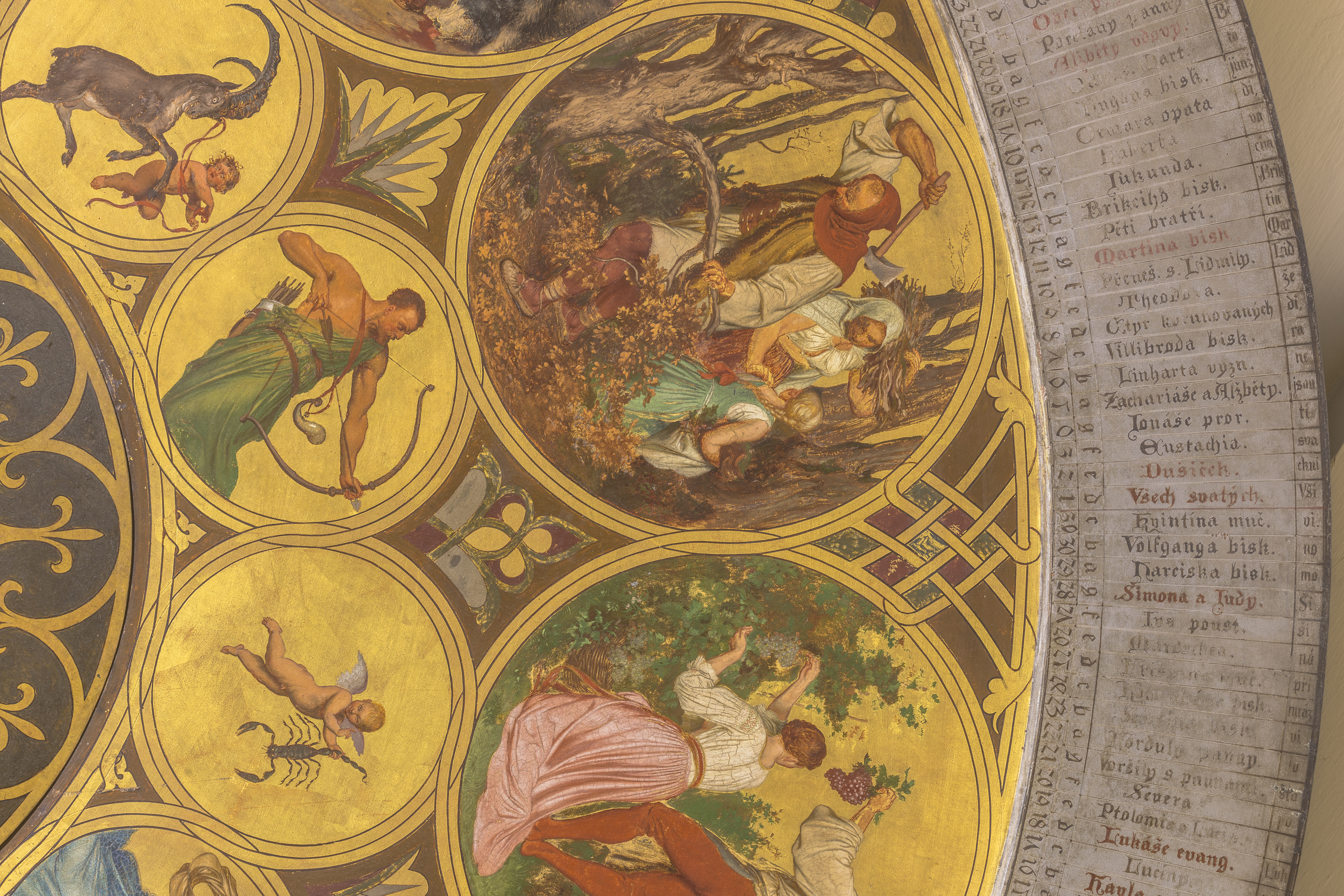
Detail kalendářního kola s alegorií Listopadu. Zhruba uprostřed 1. listopadu, Všichni svatí (začátek strofy „Vši“)

Cisioján na kalendářní desce pražského orloje zní takto:
- Leden – Obřezán Kristus, Mudrci jdou, zlato, drahou myrhu nesou; Antonína mráz pojímá, Pavel víru přijímá.
- Únor – Máš Hromnic, panno Důro, jdi do Školy, čas skůro; půjde brzo za tebou Petr, Matěj k posledou.
- Březen – Březen přináší podletí; čápi za Řehořem letí, Kedruta od Benedikta zvěstuje panně Krista.
- Duben – Duben se s Ambrožem bouří; z země se kouří. S Tiburcím trpí mile škodu Jiří v Markově provodu.[pozn. 1]
- Květen – Jakub kříž s Filipem našel, do lesa Pankrací s Žofkou šel, milostné jaro ztratil. Urban léto navrátil.
- Červen – Červen trávu kosívá, Medard deště mívá a Vít se trápí horkým vedrem i Jan Křtitel s bratrem Petrem.
- Červenec – Již Mářa, Prokop, Jan Hus, Kilián jdou žat; Markét rozeslán;[pozn. 2] vzali Elše, Mandě v čest. Jakub, Laděk s Martou jest.
- Srpen – Petr vsazen, Pán proměněn a Vávra pečen; v tom Matka do nebe jest vzata, drou Bartoně, hlava Jan sťata.
- Září – Jiljí podzim začína; Marije zrozena. Kříž výš. Lid s Lampertem, jež Matouš zahnal, v patách jde Vác, Michal.
- Říjen – Remigius hrozny sbírá, jež Viktor lisem svírá; Havel Luk. apoštolovi mráz přináší Šimonovi.
- Listopad – Všickni svatí jsou neradi, že Lid, Martin s Brikcím vadí, jimžto Běty, Marje přej; za Kateřinou jde Dřej.
- Prosinec – Po sněhu Bára s Mikulášem šla, v noci Lucka len předla; pověděl Tomáš trestán: Narodil se Kristus pán.[2]

## Jiný český cisioján
- Leden – Ochtáb dal prvý křest, tu sě nám všem stala chvála i čest; Anton a Šeb s Nětú vrtie Pavlem pod boží přetú.
- Únor – Již Hrom Blažej Hat šli spolkem do Školy zpievat; Valentin tu běše drže Petr stól Macka učeše.
- Březen – Do Prahy Vaňka nesú, volajíce Řehoře z lesu; Gertrudě šel Ben orat a Maří šel daru dávat.
- Duben – Pravdě ny Ambrož učí, tomuť jest rád svatý Tiburcí; všichni lidé chválé Jiřie Marka i Vitále.
- Květen – Filip kříž vyhřebl, Jana v Staňkově v oleji pohřebl; máj z fioly vyniká, proto i Urban rád déře lýka.
- Červen – Biskup Ersim Bonifác šla v jahody a s nima Vitác; ten přišed s vedra, kúpe Jana Burjanna Petra.
- Červenec – Června ty Prokope pól vyjda sec sěna Marhoř apoštol; žat chodila Manda, cný Jakub ovoce nám dá.
- Srpen – Petr vězí tam Domin zří píce Vavřik Klára i Maří; čas běše ten nastal, pan Bartoloměj jal, Jana sťal.
- Září – Jilješ oves požal a Mařie rod do nebe kříž dal; šel pisat svatý Mat Mauric msty pie rád Dam Ven Mich Jer.
- Říjen – Jeď v říji Francišku tam dal Dionys vlk a lišku; Havel k Luce jel, Uršule pověděl, že Šimon otjel.
- Listopad – Vše svaté každý vídal, také Lud Mar[pozn. 3] pět Brikcie let znal; znal jest Bětu slon Ce Klimše Kateřinu sňal on.
(jiná verze): Vše svatí, brzo Lenart,[pozn. 4] bohu pól[pozn. 5] Martin dal plášče; potom pak Elizabet, Ce Kliment, Katherina, vsled Ondr.
- Prosinec – Žaluje Barbě Mikul, Prosinec sě na Lucie rozdul; za pana Tomáše z sěkl rod Štěp Jan Mla Tomě Sil.